# Aphidoletes
Aphidoletes — рід хижих галиць, чиї личинки живляться понад 70 видами попелиць.

## Деякі види
- Aphidoletes aphidimyza (Rondani, 1847)
- Aphidoletes thompsoni Mohn, 1954
- Aphidoletes urticariae (Kieffer, 1895)